# Gunnar Leche

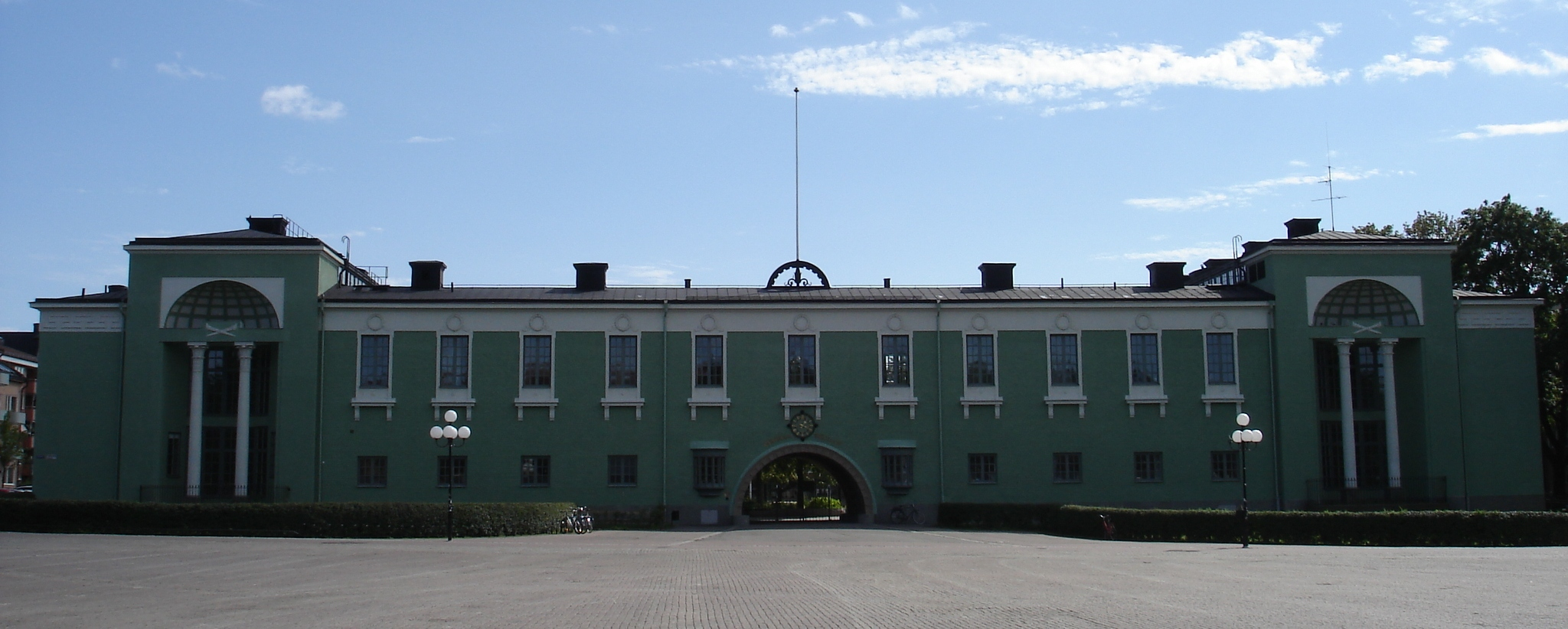
Vaksalaskolan in Uppsala gebaut von Gunnar Leche.

Gunnar Leche (* 12. Mai 1891 in Stockholm; † 7. März 1954 in Uppsala) war ein schwedischer Architekt und Stadtplaner. Er war von 1920 bis 1954 der Stadtarchitekt in Uppsala.

## Biographie
Leche war der Sohn des schwedischen Zoologen Wilhelm Leche (1850–1927) und der Bruder der schwedischen Schriftstellerin Mia Leche Löfgren. Leche war als Architekt und Stadtplaner sowie als langjähriger Stadtarchitekt verantwortlich für einen Großteil von Bauten zu seiner Zeit in Uppsala, insbesondere in dessen Stadtteilen von 1947 bis 1950 in Tunabackar und von 1949 bis 1952 in Sala backe. Des Weiteren plante er auch viele Bauwerke in Luthagen, Kungsängen, Fjärdingen, Höganäs bzw. Kvarngärdet und Fålhagen und die Untergrundbedürfnisanstalt und zugleich jetzige Galerie London in Uppsala. Unter seiner Leitung als Stadtarchitekten in Uppsala wurden im sozialen Wohnungsbau eine ganze Reihe von neuen Wohnhäusern gebaut.
Zu seinen bekanntesten Bauten gehörte die 1925 erbaute Vaksalaskolan (Vaksala Schule) und das 1948 erbaute Uppsala Stadsteater.

## Bildergalerie mit Auswahl seines Schaffens

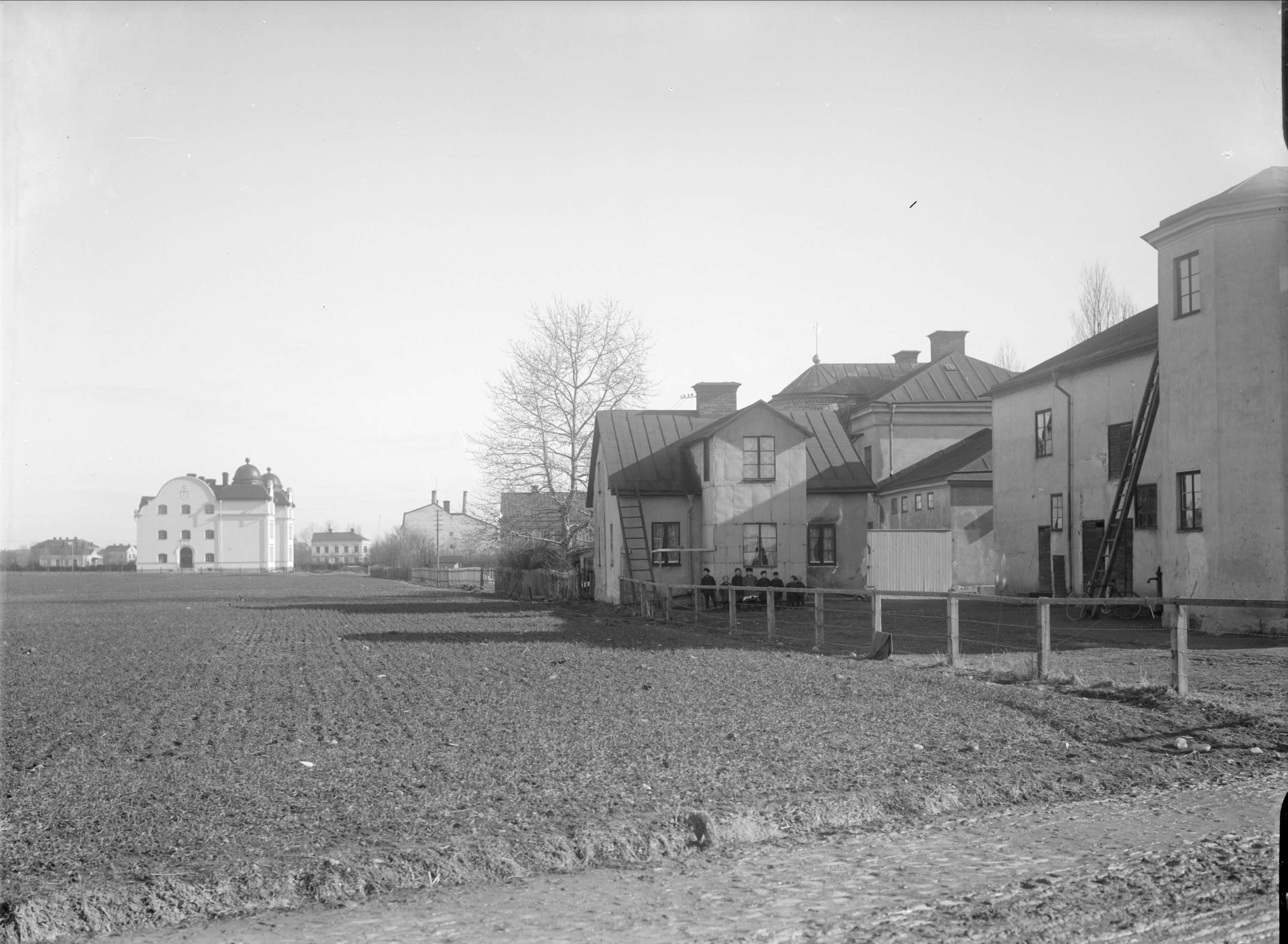
Sverkerskolan, Uppsala
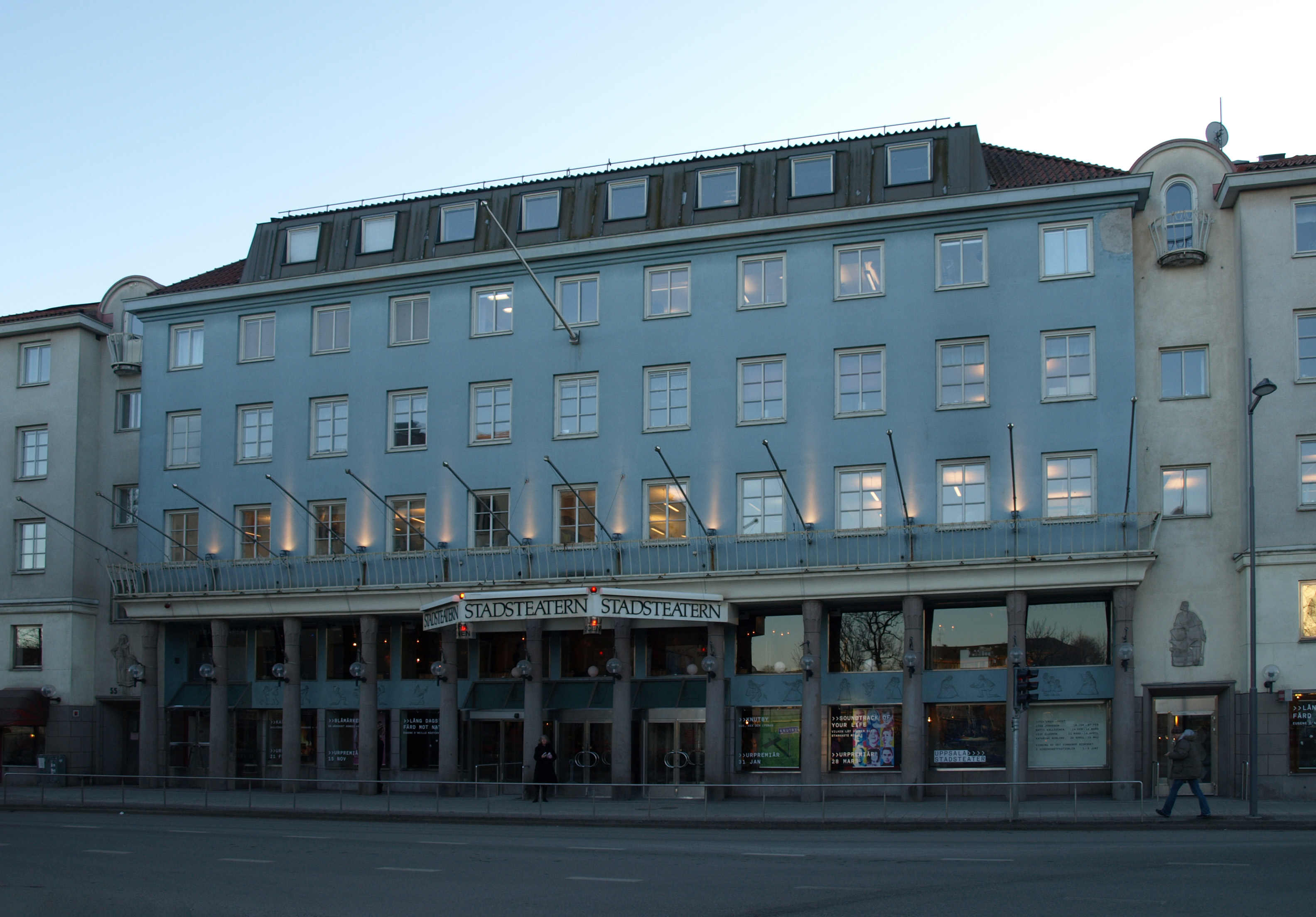
Uppsala Stadsteater
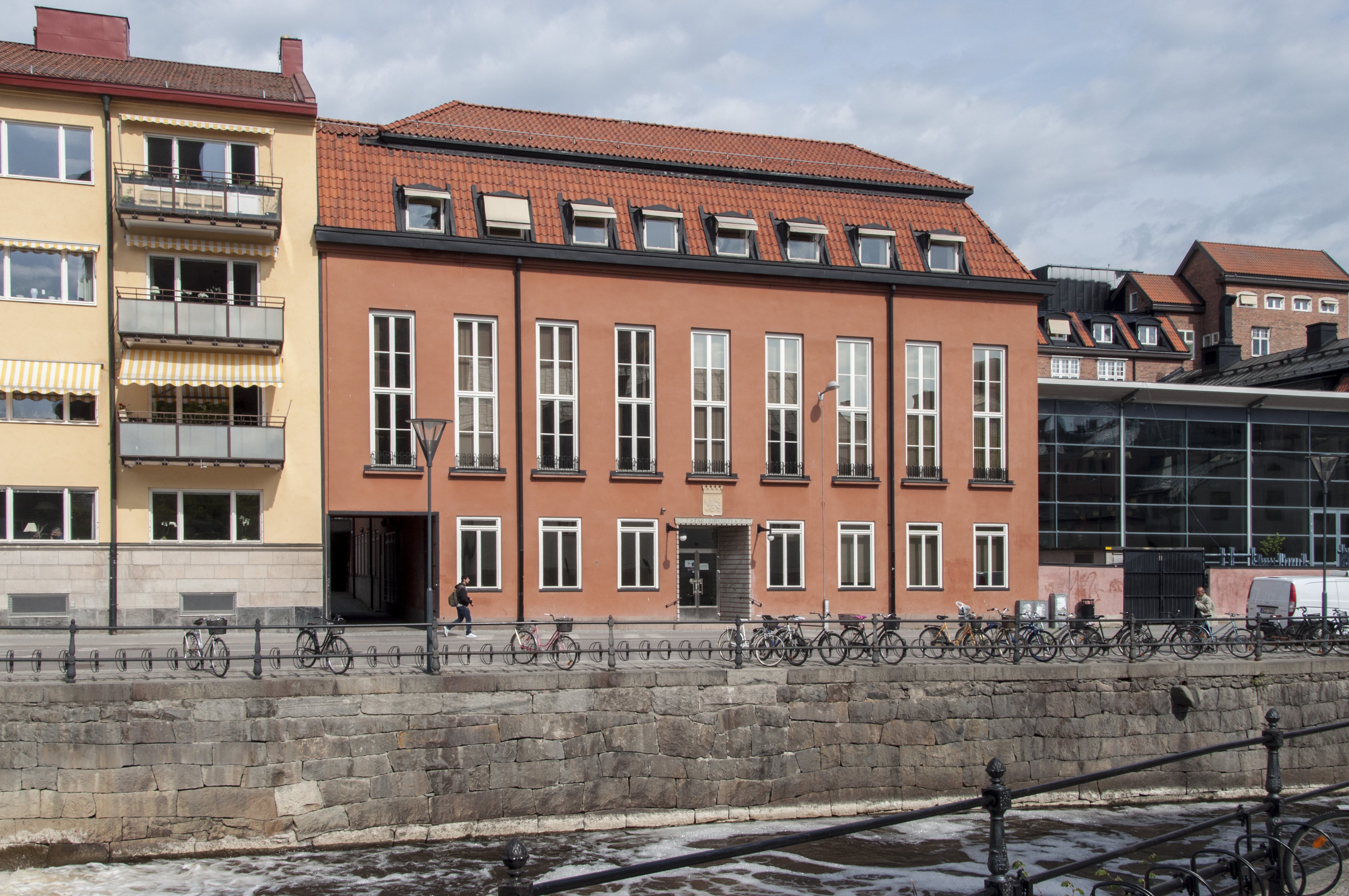
Gamla stadsbiblioteket, Uppsala
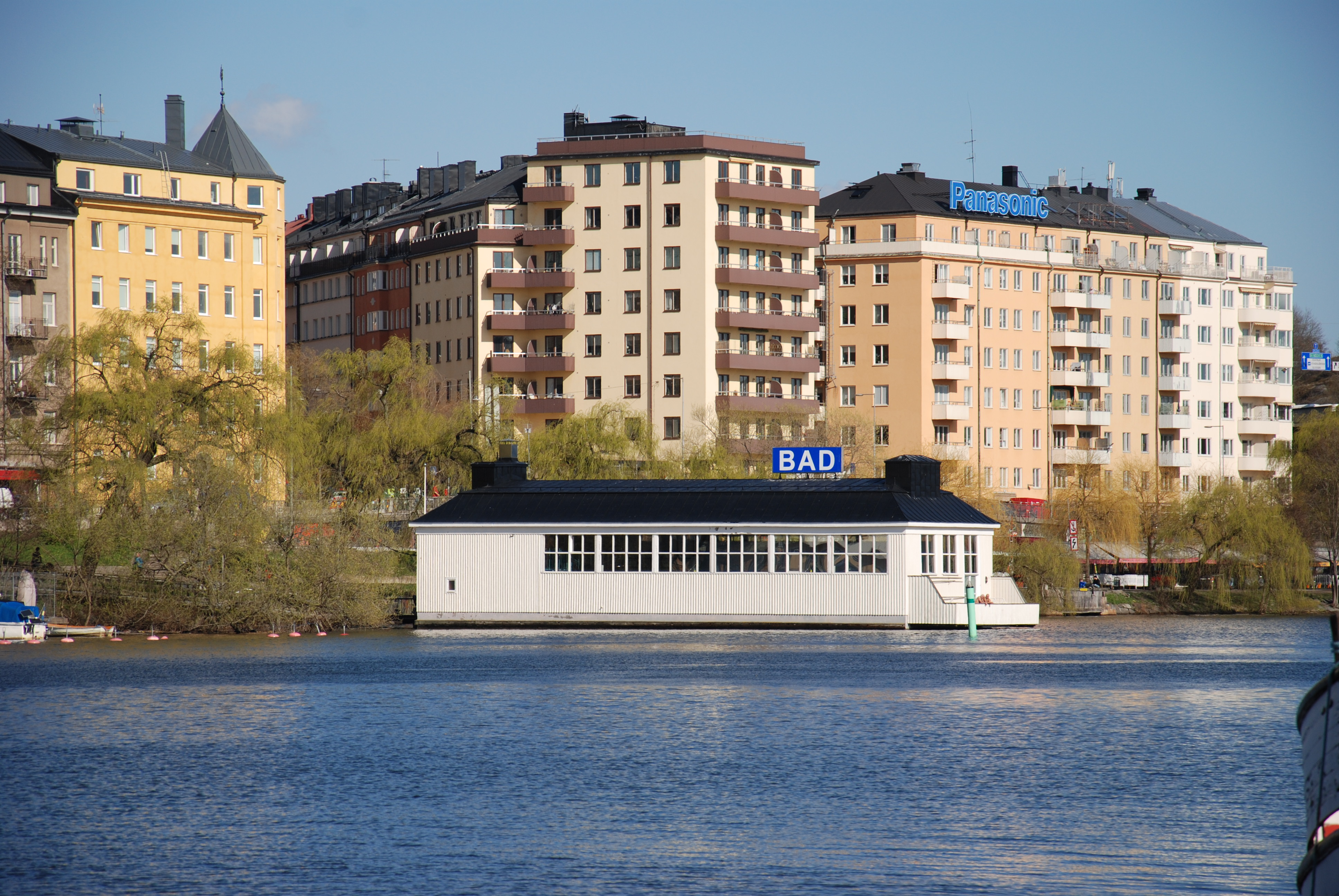
Liljeholmsbadet, Stockholm